# ラサール石井のチャイルズクエスト
『ラサール石井のチャイルズクエスト』（ラサールいしいのチャイルズクエスト）は、1989年6月23日にナムコから発売されたファミリーコンピュータ用ロールプレイングゲーム。一般的には「チャイルズクエスト」と呼ばれ、公式な略称は「チャイクエ」。「ナムコット ファミリーコンピュータゲームシリーズ」第59弾。
タイトルにラサール石井の名前を冠しているが、あくまで同社所属のお笑いアイドルグループ「チャイルズ」をプロデュースしている意味合いからであるとされている。そのため、石井本人は本作の企画、開発にはほとんど関与していない。

## 概要
芸能プロダクション「石井光三オフィス」が社運を賭けて売込み中のアイドルグループ「チャイルズ」は、デビューはしたものの鳴かず飛ばずの日々が続いていた。社長の石井光三いわく「選ばれしマネージャー」であるプレイヤーは、チャイルズを一流のスターにするために日本全国をキャンペーンで巡りながらファンを集め、最終的にはスターの殿堂「ときおホール」でのコンサート開催、成功を目指す。
全編通してブラックユーモアが満載である。

## ゲーム内容
本作はシステムが独特で、他のRPGと一線を画す要素が多く存在する。

### 営業
通常のRPGで言うところの戦闘だが、マネージャーの目的はあくまでチャイルズの宣伝をしてファンになってもらうことであるため、戦闘そのものが「営業」という概念に置き換えられており、それに合わせて各種コマンドも「たたかう」が「よいしょ」に、「ぼうぎょ」は「たえる」に置き換えられている。
「よいしょ」とは、マネージャーが敵に対して様々なお世辞を使ってご機嫌を取る、早い話がゴマすりである。たまにかいしんのできが発生し、「おせばよいしょのいずみわく」とメッセージが出て相手に与えるよいしょの数値が大きくなる。対して敵は、マネージャーに様々な罵詈雑言を浴びせかける「こうげき（口撃）」によってマネージャーの心にダメージを与える。敵をよいしょの末にファンとして獲得すると、経験値に相当するチャイルズの「にんき」とお金が得られる。よいしょの威力はチャイルズの「みりょく（魅力）」と連動しており、レベルアップのほかにチャイルズの装備をアップグレード、コンサートを成功させることにより、上げることができる。
この営業システムの最大の特徴は、敵のこうげきをひたすら「たえる」事でも敵をファンにできる点である。敵がマネージャーにこうげきをしてくるのはストレスが溜まっているせいであり、罵詈雑言を言い尽くすことによってストレスが解消し、ルンルン気分でチャイルズのファンになってくれるという流れである。実際、敵の中にはこちらのレベルがいくら高くても全く「よいしょ」が通用せず、ひたすら耐え続けてストレスを解消させるしかファンにさせる術がない者もいる。ずぶとさはレベルアップするごとに上がる。
なお、敵にはストレスやエッチ度、毒の有無が設定されており、ストレスが高いほど「たえる」だけではファンにはしにくく、エッチ度が高い敵は「おさわりこうげき（セクハラ）」でチャイルズの誰かのフマンドを上げる確率が他の敵よりも高い。毒がある敵は「どくのあることば」でマネージャーを「まほう」が使えない毒状態にすることがある。

### まほう
マネージャーのみが使用できる特殊技能で、MP（一部ではマジックパワーではなく、マネージャーパワーと呼ばれる）を消費して様々な効果をもたらす。ただし、一般的なゲームにおける超常現象的な「魔法」ではなく、マネージャーが少しでも楽をする方法、つまり「マネージャーの法」を略した「マ法」である。敵に「どくのあることば」を吐きかけられ、毒状態になるとまほうが封じられてしまう。
かんちょ
HPを少し回復。
でかんちょ
HPを大きく回復。
どでかんちょ
HPを全回復。
ぺこ
強力なよいしょを繰り出す。
ぺこらま
ぺこより強力なよいしょを繰り出す。
しいここ
チャイルズメンバー全員の「にょうい」を解消する。
でふまん
チャイルズメンバー全員の「フマンド」を解消する。
わあぷ
一度でも足を運んだことのある街なら移動できるが、わあぷで移動できない場所も多い。営業中で使用しても効果はなく、無駄に1ターン過ごしてしまう。

### フマンド
チャイルズのメンバーには、それぞれ「フマンド」（不満度）というパラメーターが設定されている（フマンドは戦闘画面中では常に右上に表示されている）。
フマンドは敵の「おさわりこうげき」、移動中の「にょうい」の他、街での食事、宿泊部屋、トイレがレベルに見合わなかった場合に上昇し、90%を超えると危険信号としてそのキャラクターの服が点滅して知らせてくれるようになる。チャイルズの各キャラクター毎にそれぞれ食事、宿泊施設、トイレの不満要素が割り当てられており、それぞれが希望に沿うものでない場合は無条件で100%に跳ね上がる。
フマンドが100%になると石井光三オフィスに強制送還されてしまい、該当するメンバーは地下室に16ヶ所存在する部屋の一つに閉じこもってしまうため、マネージャーは部屋を一つ一つ回ってそのメンバーを探さなくてはならない。運が良ければ、最初に入った部屋で見つかることもある。
フマンドを解消するにはレストラン「イタリアンなすび」で食事をするか、まほう「でふまん」を使う。

### にょうい
チャイルズのメンバーは、移動中に突然「にょうい」（尿意）を催す場合が多い。にょうい状態になったメンバーは1歩進むごとにフマンドが1%ずつ上昇していくため、マネージャーはチャイルズのにょういを以下の方法で速やかに取り去らなければならない。
- 各地のデパートでトイレを借りる
- レストランでレベルに見合った食事をする（フマンドと同時に、尿意も消える）
- ホテルでレベルに見合った部屋に泊まる
- アイテム「かみおむつ」を使う
- まほう「しいここ」を使う

ただし、にょういを取り去ってもその時点まで蓄積されたフマンドは減少しない。

### コンサート
日本全国には6ヶ所の「こうかいどう」（公会堂）があり、会場使用料を払ってコンサートを開催して観衆を魅了する事がチャイルズの第一目標である。全国のこうかいどうコンサートを制覇し、その道中でキーアイテムとなる「スターの装備」を揃えると最終目的地「ときおホール」でのコンサート開催となる。
コンサートの他に、各地のデパートの屋上で開く「キャンペーン」があり、いわばコンサートのための予行演習の場である。使用料は無料で難易度も低い分、持ち時間は短く設定されている。また、キャンペーンでは「おひねり」（お金）が得られるため、持ちネタに余裕があれば安定した収入源としての利用も可能。
コンサートやキャンペーンでは、プレイヤーはチャイルズにコマンドで指示を送って「トーク」「もちうた」「コント」の3つを駆使して観衆のウケを取り、制限時間内に拍手喝采を得られれば成功と見なされる。逆に客席が空っぽだったり、観衆を満足させられないまま制限時間を迎えてしまうと失敗となり、オフィスに強制送還されてしまう。チャイルズのレベルによって観衆の入り具合が空席から満員御礼まで大きく変わり、各公会堂ごとに観衆の入り具合は異なる。観衆の入り具合によって受け方も変わる。
具体的には「持ちネタを披露して受けを取るごとに獲得するポイントが規定値に達すると成功」という仕様で、コンサートやキャンペーンの会場毎に規定ポイントの上限値が異なっており、公会堂でのコンサートにおいては後半の会場に行くほどクリアに必要なポイントが多くなって難易度が上がっていく。
公会堂でのコンサートを成功させるごとにチャイルズの「みりょく」が上がる。
「トーク」は成功すれば最もウケが大きい反面、全くウケない上に時間の大幅なロスに繋がる「つうこんのどっちらけ」を出す確率も高く、賭けの要素が強い。
「もちうた」「コント」は安定してウケが取れるものの、歌やコントが身に付いていないと使えない。さらに、同じネタを何度もやることでウケの度合いが徐々に減り、最後はほとんどウケなくなってしまう。また、たとえ違うネタでも「もちうた」「コント」のどちらか片方だけに偏るとウケの度合いは減ってしまう。つまり、「もちうた」と「コント」を交互に使えば客を早く魅了できる。この2つはレベルアップでネタが増えていき、歌に関しては中盤に登場する作曲家「つづみきんぺい」との出会いで彼から提供されるようにもなる。

### コンサートのもちねた

#### コント
全て落語が元になっており、ラサールが作成している。
- ねこときんぎょ
- かえんだいこ
- あたまやま
- じゅげむ
- どうぐや
- しばはま
- ねどこ
- のざらし

#### うた
ちくわのアナぶしはすっぽんぎの作詞家つづみきんぺいの作曲でそれ以外はラサールの作詞。
- チャイルズおんど
- ラサールおけさ
- はなぢこうた
- こいする石井光三
- うれないマーチ
- やけざけブルース
- ぼんびーロック
- ちくわのアナぶし

### 印税
「もちうた」がある状態で「びっくらレコード」に行くと、担当者から「オニコン」（オリコンチャート）での順位、すなわちレコードの売り上げに見合った印税を受け取れるようになる。ただし、印税が受け取れるのはLv.6以降1レベルにつき1回までだが、パスワードでゲームを再開するたびに同じレベルでもまた受け取れる。

### 装備
人数はマネージャーとチャイルズの合計4人だが、主だった装備品の「マイク」「ドレス」「くつ」「メイク」はチャイルズにのみ設定されており、個別の装備ではなくチャイルズ全体の装備となるため一つ入手するだけでよい。他のRPG同様高価な装備を揃えることによってチャイルズの魅力（攻撃力）が上がり営業でのよいしょとコンサートでの持ちネタ効果が高くなる。但し、「スター」の装備だけはお店で買えず、どこかで手に入れなければならない。
逆にマネージャーには、初期装備の「やすいせびろ」以外に装備品は一切設定されておらず、各地の道端で色々なせびろが拾えるものの、何かにつけて理由があって装備できないというお遊び的要素に留まっている（後述の#マネージャーの装備参照）。

### アイテム
本作には所持しているアイテムを売り払う手段が存在せず、使う、もしくは捨てるしかない。

#### 回復アイテム
あんまん
HPが10回復する。
どでかあんまん
HPが60回復する。
まんぼドリンク（北杜夫の「どくとるマンボウ」）
マネージャーの体から毒を取り去る。フィールド上で解毒するポイント以外に毒を取り去るケースが滅多にないので、常備するアイテムになる。毒がない状態で使うとマンボを踊り出す。
かみおむつ
チャイルズの尿意を取り去る。

#### 営業アイテム
ごますりばち
強力なよいしょを繰り出す。捨てない限り何度でも使用可。
おかしつめあわせ
要するに菓子折り。強力なよいしょを繰り出す。ごますりばちより格段に安いが、一回限りの使い捨て。アイテムとして使うとHPが10回復する。
よいしょのたいこ
ごますりばちよりも強力なよいしょを繰り出す。捨てない限り何度でも使用可。
ねこだマシン（猫だまし）
特殊な営業相手以外ならば確実に逃げられる使い捨てアイテム。営業以外で使用するとその場で消費する。

#### その他アイテム
でもどりのはね
使うとしぶちゃに帰還する。まほう「わあぷ」と異なり、営業中でも使用可。
なぎさかたびら（片平なぎさのアナグラム）
敵の出現率が大幅に上がる。捨てるまで効果は持続し、一度捨てると二度と入手不可。
おまもり
敵の出現率が半減する。捨てるまで効果は持続し、一度捨てると二度と入手不可。なぎさかたびらより効果が優先される。
たらこのマント
敵の出現率が0になる。なぎさかたびら、おまもりより効果が優先される。

#### チャイルズの装備
「マイク」「ドレス」「くつ」「メイク」があり、おもになむこしデパートで購入できる。スターの装備については後述する。
マイク
- メガホン - 初期装備
- ハンドマイク
- やすいマイク
- てつのマイク
- あひるのマイク
- カナリアのマイク
- アイドルのマイク
- スターのマイク - なむこしデパートでは買えない。

ドレス
- ふだんぎ - 初期装備
- おさがりのふく
- やすうりのふく
- きぬのドレス
- くじゃくのドレス
- きらめきのドレス
- アイドルのドレス
- スターのドレス - なむこしデパートでは買えない。

くつ
- ぬののくつ - 初期装備
- なみだのじかたび
- いばらのわらじ
- どくだみのくつ
- うおのめのくつ
- エメラルドのくつ
- アイドルのくつ
- スターのくつ - なむこしデパートでは買えない。

メイク
- すっぴん - 初期装備
- かばのメイク
- はかいのメイク
- ホラーのメイク
- かぶきのメイク
- はがねのメイク
- アイドルのメイク
- スターのメイク - なむこしデパートでは手に入らない。

##### スターの装備
「ときおホール」でのコンサート開催に必要なキーアイテム。
- スターのマイク

伝説の鉱石「オリハルコン」を使って、かまんたのマイク職人「マイク博士」が作り上げる最高のマイク。
- スターのドレス

すっぽんぎのテーラーで仕立てられる最高のステージ衣装。値段が900万円のため手に入れることすら夢のまた夢であるが、地道にやっていればそのうち手に入るらしい。
- スターのくつ

ごわすに住む元アイドルが現役時代に愛用していた最高の靴。ただし、チャイルズをして「できるなら、はきたくないわん」と言わしめるほど臭い。
- スターのメイク

はわいの山奥(こうくうけんではわいに行った圏内では行く事ができない)に住むメイキャップアーティストが手がける最高のメイク。これは上記のキーアイテムには入らないため、入手しなくても問題は無い。

#### マネージャーの装備
やすいせびろ
マネージャーの初期装備であり、終始一貫して唯一の装備品。
うんちのせびろ
しゃけかんトンネル周辺で見つかるが、汚すぎて装備できない。
のろいのせびろ
ときおシティー周辺で見つかるが、不気味すぎて装備できない。
ちくわのせびろ
なにわん周辺で見つかるが、あほらしすぎて装備できない。
ほのおのせびろ
ごわす周辺で見つかるが、熱すぎて装備できない。
こおりのせびろ
ねむりあ周辺で見つかるが、冷たすぎて装備できない。
はがねのせびろ
もじりのわたし周辺で見つかるが、硬すぎて装備できない。
バナナのせびろ
はわい周辺で見つかるが、恥ずかしすぎて装備できない。
ひかりのせびろ
なはは周辺で見つかるが、眩しすぎて装備できない。

#### 重要アイテム
こうくうけん（航空券）
常に時価で販売されており、窓口販売ではどう頑張っても買えない（マネージャーの所持金+αに設定されるため）。
かきのたね（柿の種）
えちごらすの特産品で、ニャムコ社長の好物。9800円とべらぼうに高い。アイテムとして使うとHPが10回復する。
オリハルコン
謎めいた伝説の鉱石。スターのマイクを作るのに必要。
たらいぶね（たらい舟）
えちごらすの北に住むルミおばあさんが使っている洗濯用のたらい。入手すると海を移動できるようになる。ただし、海でも敵と遭遇する。ときお内部と街中での使用はできない。
おすみつき
アイドル水泳大会に出演する為の、制作局長のお墨付き。「お墨付きをあげよう」と言われ、本当に「おすみつき」がアイテム欄に入る。
さわやかおつうじ
ある女性に関する問題を解決し、スムーズにしてくれる。
ひかるのたま
金色に輝く謎の玉。
にじのせっけん
あせくさの老舗「せっけんやマロン」が7つのオイルから作りあげる魔法の石鹸。どんな頑固な汚れでも落とし、マネージャーのブリーフに付いたシミすら落としてピッカピッカの一張羅にしてしまうほど。
7つのオイル
にじのせっけんの材料で、全国に散らばって存在するパープル、インディゴ、ブルー、グリーン、イエロー、オレンジ、レッドの7色の油。どれも一筋縄では入手できない。
おしたてけん
ある衣装を仕立ててもらう為の券。
ホワイトオイル
ナムコマートで購入できる。ある条件が揃うと重要アイテムの一つに変化する。アイテムとして使用すると消費する。
かこのあやまち
ある人物に関係する過去の数々の悪事が記されている。
かめのこうら
しぶちゃの占い師が欲しがっている占い（亀卜）の道具。
おきん貝
おきんのしまにある謎の貝。
おりの手紙
おりまさるのプロポーズの手紙。
古い写真
ある女性がずっと前にビンに詰めて、海に流した写真。
シガラミやきのつぼ
シガラミやきのどうくつの一番奥に眠っているつぼ。たこの8ちゃんが欲しがっている。
バナナのかわ
はわいで手に入れることができる。イエローオイルの材料。

## 舞台
ゲームの舞台は主に日本で、日本の各都市にちなんだ名前の町がある。

### 街
☆ - 航空券ではめだ空港から行く事ができる
〇 - コンサート会場がある（+ときおホール）。
□ - なむこしデパートがある
ときお（東京都区部）
日本の首都である東日本の大都市。中央には河川と線路が走っており、徒歩での移動が某航空会社により、故意にさえぎられている。
- ときお西側
  - しぶちゃ（渋谷）□〇 - ゲームのスタート地点で「石井光三オフィス」がある。近くに「ぎんなんテレビ」、「びっくらレコード」がある。
  - かまんた（蒲田） - マイク博士が住んでいる。近くには「ニャムコ」や「はめだ空港」がある。
- ときお東側
  - あせくさ（浅草）☆ - 「せっけんやマロン」がある。
  - ふけぶくろ（池袋）□〇  - コンサート会場や「どんちゃいんビル」、マネージャーのなじみの店があり、「ときおホール」に近い。
  - すっぽんぎ（六本木）※わあぷ不可 - 最高級のドレスが売られている「テーラーべいこくや」があり、作曲家のつづみきんぺいもいる。『ディスコ マダラジャ』も近くにある。

えちごらす（新潟市）
ときおの北に位置する米処。街の名前は越後に因む。「かきのたね」が特産品。
ごわす（鹿児島市）☆□
チャイルズ最初の遠征地。ラサール石井が若い頃に住んでいた街。由来は鹿児島弁で使われる「ごわす」より。オリハルコンについて知っている老人が住んでいる。
めんたいこ（福岡市）〇
ごわすの北にある街。音感クイズを出題する男が住んでいる（他にも3箇所の都市にいる）。都市名は辛子明太子による。
なにわん（大阪市）□〇
浪速に因む。西日本随一の大都市。商魂たくましい商人タコ一家の代表「8ちゃん」が住んでいる。
しゃちぽこ（名古屋市）□〇
名古屋城の金の鯱に因む。物語中盤の拠点となる街。ゲームの進行に深く関わる人物が多い。しゃちぽこエアライン（空港）もあるが、航空券の購入は不可能。
ぽろろ（札幌市）□〇
せんだいんから「しゃけかんトンネル」を通った先にある北国の大都市。
せんだいん（仙台市）
ときおから「もじりのわたし」を通った先にある街。
いーよ（伊予市）※わあぷ不可
ある事で困っているホステス?のひかるちゃんがいる街。
いぬもにあ（出雲市）※わあぷ不可
天空の城への入口がある街。そこへ行くには前もって試練（『アメリカ横断ウルトラクイズ』のパロディ）を受ける必要があり、試練に失敗するとオフィスに強制送還させられる。北にあるおきんのしま（隠岐島）は、謎の貝「おきん貝」の生息地。
ねむりあ（根室市）※わあぷ不可
ぽろろの南東の島にある辺境の街。謎の貝「はよねん貝」の大発生で、大変な事件に巻き込まれている。
なはは（那覇市）□※わあぷ不可
ごわすの南に位置する辺境の街。
はわい（ハワイ）☆※わあぷ不可
あるレベルに達し、水泳大会に優勝すれば行く事ができる。首都は「ほにょるる（ホノルル）」。はわいでも敵が出現するが、言葉が通じないためこうげきされても何ともない反面、こちらのよいしょも通用しない。アイテム、まほうは通用する。

### 施設
石井光三オフィス
しぶちゃにあり、ゲームのスタート地点。ラサール石井からコンティニュー時のパスワード、次のレベルに達するのに必要なにんきが聞け、HP・MPも回復してくれる。マネージャーのHPが0（『オペラ座の怪人』のBGMが流れる）、チャイルズメンバーの誰かのフマンドが100%（同）、コンサートに失敗するなど、何らかの失敗をすると石井光三オフィスへと強制送還される（地下室にひきこもっているメンバーを探さなければゲームには復帰できない）。
なむこしデパート（三越）
入口が二つある建物で、左が事務所、右が売り場となっている。全国に7ヶ所あり、主にマイクやドレスなどの装備品を扱っている。事務所に入ると「買い物」「トイレをかりる」「キャンペーン」「おくさまこうざ」の4項目が選べる（トイレはあるレベルに達すると、借りた時にチャイルズのメンバーが不満を感じるおそれがある）。
レストラン イタリアンなすび（イタリアントマト）
食事を取り、チャイルズのフマンドを解消する。但し、注文した料理のランクがマネージャーのレベルに対して劣っていると、チャイルズのメンバーの不満が爆発する。
プリンホテル（プリンスホテル）
宿泊してHP・MP、ステータスを回復する。宿泊する部屋によって料金が大きく異なる（部屋のランク・扱いも「イタリアンなすび」と同様にマネージャーのレベルに依存する）。
ナムコマート（セブンイレブン）
装備品以外のアイテムを扱っている。なははの店舗では、ある条件が揃うと、敵との遭遇（エンカウント）率を0%にする幻のアイテム「たらこのマント」を買うことができる。なお発売当時（1989年）の時点では実際の那覇市にはセブンイレブンの店舗はなかったが2019年7月11日に那覇市内にセブンイレブンが出店した。
こうかいどう
チャイルズのコンサート会場。全国に6ヶ所あり、使用料5000円を払ってコンサートを開催しなければならない。全国で成功を収めるとあるアイテムが入手できる。

### その他の場所
ぎんなんテレビ（渋谷区神南にあるNHK）
「うちにはチャイルズは不適当なキャラクター」だと言って絶対に出演させてくれない。
はめだ空港（羽田空港）
「ごわす」「あせくさ」「はわい」「えろまんがとう（エロマンガ島）」の4便を就航している。何故か常に満席なので窓口購入ができず、マネージャーが入手した航空券も全て他者の譲渡物である。えろまんがとう行きは常に運休中。
びっくらレコード（ビクターレコード）
チャイルズの新曲のオニコン順位に基づいた印税収入を渡してくれる。
ふにふにテレビ（お台場移転前のフジテレビ）
アイドル水泳大会の殿堂。この大会に優勝すると賞品として「はわい」への航空券を入手できるがあるレベルまで達していないと優勝しても入手不可。
どんちゃいんビル（サンシャイン60）
ふけぶくろにある白い高層ビルで、最上階にいるオーナーのさいとうドンちゃん（斎藤道三）は特殊なオイルを調合、販売している。1回10万円で、ピンク、イエロー、ゴールド、ブラックの4種類から選べるが、イエロー以外は原料が手に入らないためスタッフのお遊び要素が垣間見える。
なじみのバー
ふけぶくろの南東にあるビル。マネージャーの馴染みのバーでどくだみティーを飲む事ができる。入ってもメリットがないばかりか大変な事態が発生するので、近寄らない方が無難。
ディスコ マダラジャ（マハラジャ）
資産家、著名人がこぞって集まる高級ディスコ。さいとうドンちゃんのお気に入りの場所。
ニャムコ（ナムコ）
かまんたにある謎の会社。「あくびをクリエイトする」会社。
シガラミやきのどうくつ（信楽焼）
洞窟の一番奥に「シガラミやきのつぼ」が眠っている。
はこめトンネル（箱根峠）
しゃちぽこ、ときおを結ぶトンネルで、途中に下水処理場がある。ときお側から入った場合、守衛が立っており、「でおんないりでっぽう（入り鉄砲に出女）」といって通せんぼをしており、しゃちぽこ側からの一方通行しかさせてくれない。
とおやまの銀山（佐渡金山）
えちごらすの北にあるトンネルで、その先にある小さな島には御手洗（みたらい）ルミというおばあさんが住んでいる。
もじりの渡し（矢切の渡し）
ときおの東方にあるトンネル。ただし、実在の矢切の渡しはトンネルではなく渡し舟。
しゃけかんトンネル（青函トンネル）
せんだいん、ぽろろを結ぶ長いトンネル。なお、実際の青函トンネルは鉄道トンネルのため、歩いての通行は不可能。
ゲーセン沼の洞窟（ゲーセン沼 - 気仙沼）
せんだいんの東方にある洞窟。
ときおホール（日本武道館）
ときおの中央に位置するコンサート会場。チャイルズ達の最終目的地である。

## キャラクター

### 主要キャラクター
マネージャー（プレイヤー）
右も左もわからぬままにチャイルズの担当となった新人マネージャー。日本全国津々浦々をキャンペーンで回ってファンを獲得し、彼女たちをスターにするべく今日もせっせとゴマをする。名前は任意のひらがな4文字以内。デフォルト名は「しじみ」で、空欄のまま決定すると自動的にこの名前になる。
石井光三
芸能プロダクション「石井光三オフィス」の社長。常にオフィス2階（スタート地点）に陣取り、大きな投資の割に売れ行きが今一つなチャイルズの売り込みを半ば強引にマネージャーに任せた張本人。常に大阪弁。
ラサール石井
同社所属のタレントで、チャイルズのプロデューサー。オフィスの1階で待機しており、コンティニュー用のパスワードとチャイルズの「にんき」（次回のレベルアップまでに必要な経験値）を教えてくれる上、無料でHP・MPを回復してくれる。ただし、毒の回復はできない。
りん（久留龍子）
熊本県出身。ボケ担当。お笑いらしからぬまともな顔。生まれつき霊能力を持ち、3歳にしてイタコを目指す。天才的なボケ、こぶしの効いた歌い方で、この娘が外せば笑いが取れる。
きりこ（磯野貴理子）
三重県出身。オチ担当。生まれつき顔がでかく、2歳にして神童と呼ばれ、4歳にしてグレ始める。一応、グループのリーダー。年齢は19歳、ただし妹は20歳。
ゆうこ（茂原裕子）
神奈川県横浜市二俣川生まれ。サゲ担当。生まれながらの脂性。あまりの脂のために、滑って幼稚園に通えず。必死で食べた豆腐のお陰で、なんとか小学校には通えるようになる。

### 敵キャラクター
※パロディ元が明確なキャラのみ記載。
- たこの○ちゃん
  - ○は数字が入る(1～10)。8以外は海に出現する。テレビのチャンネルにあやかったキャラ。
- チャララン
  - 子猫物語の「チャトラン」のパロディ。
- すぷらった
  - ナムコのアーケードゲーム『スプラッターハウス』に因む。映画『13日の金曜日』の登場人物「ジェイソン」を模したキャラクター。
- めいけんチンチン
  - 名犬リンチンチンのパロディ。
- ねずみじんぱち
  - 根津甚八のもじり。
- ぽんずしょうゆ
  - 明石家さんまがCM出演したキッコーマンの商品。
- ういんきーさん
  - 『ズームイン!!朝!』に登場するウィッキーさんのパロディ。
- フーテンのとめ
  - 『男はつらいよ』に登場する車寅次郎のパロディ。
- クサイムシリーズ
  - スライムのパロディ。漫画などに登場する汚物の形をしている。
- スネイクシリーズ
  - 東京コミックショウのコントに登場するヘビたち。
- 蜂シリーズ
  - 「みつばちばーや」はアニメ『みつばちマーヤ』、「ろいやるぜにー」はロイヤルゼリーのもじり。
- コウモリシリーズ
  - いずれもこうもり傘に扮している。

## 音楽

### イメージソング
「レベルアップ!ときめいて」
- 作詞：神田桃／作曲：小沢純子、弓達公雄／歌：チャイルズ

「花のチャイクエ音頭」
- 作詞：弓達公雄、中沢淳／作曲：小沢純子／歌：チャイルズ

この2曲はゲーム発売に先行して1989年6月7日に『レベルアップ!ときめいて - チャイルズクエスト』でビクターよりシングルリリースされた。
本作のBGMを複数組み合わせ歌詞をつけた上でアレンジしたもので、「花のチャイクエ音頭」は本作のTVCMのCMソングに起用された。翌年の1990年11月7日に発売されたナムコゲームのBGMのボーカルアレンジアルバム『ナムコベストヒットパレード! 』にもこれらの2曲が収録された。

## TVCM
本作のTVCMにはチャイルズの3人とラサール石井本人が出演しており、チャイルズのマネージャーに扮したラサール石井がチャイルズの3人と全国各地を営業で回るといったもので、ゲーム内容に準じた構成となっていた。キャッチコピーは「愛と涙とお笑いの芸能界売り込みロールプレイング」であり、当時の石井光三オフィス社長の石井光三も1カットで特別出演していた。CMソングは前述の通り「花のチャイクエ音頭」を使用。

## スタッフ
本作エンディングスタッフロール参照。
- プロデュース：ラサール石井
- ちゃちゃ：たくたくのパパ
- プログラム：おぎのめゆうゆ
- おえかき：くんちゃん、たけかわあくと、そのりん
- おはやし：フローレンスずん、バッハこややし
- おてつだい：チャーリーあかね、ターボもりわき
- かたもみ：みなみのあきな
- スペシャルサンクス：やまもといおり、いまいしげき

## 評価
- ゲーム誌『ファミコン通信』の「クロスレビュー」では合計25点（満40点）になっている[5]。

- ゲーム誌、『ファミリーコンピュータMagazine』の読者投票による「ゲーム通信簿」での評価は以下の通りとなっており、20.14点（満30点）となっている[1]。また、同雑誌1991年5月10日号特別付録の「ファミコンロムカセット オールカタログ」では、「全国のデパートやホールで『営業』しながら途中で出会う敵を『ヨイショ』して『チャイルズ』のファンにしてしまうというシステムには笑ってしまう」、「レベルが上がると、持ち歌やコントのネタが増えるのもユニーク。『殺し合い』ゲームの多い昨今、珍しいシステムを持ったゲームだ」と紹介されている[1]。

| 項目 | キャラクタ | 音楽 | 操作性 | 熱中度 | お買得度 | オリジナリティ | 総合  |
| 得点 | 3.55       | 3.23 | 3.38   | 3.23   | 3.32     | 3.43           | 20.14 |

- ゲーム本『仰天B級ゲームの逆襲』（1998年、二見書房）では下記の評価を下しており、「ただ単に『たたかう』コマンドを『ヨイショ』、『経験値』を『人気』に置き換えてあるだけ」、「『ドラクエ』タイプからの安易なパクリ、ラサール石井の狙いすぎのシナリオ、オマケに主人公がB級アイドルのチャイルズと三拍子揃ってるんだからきびしいモノがある」と評している[6]。

| 項目 | イマウケ度 | カルト度 | グラフィック | オリジナリティー | ハラダチ度 | インパクト |
| 得点 | 星3 / 5    | 星2 / 5  | 星5 / 5      | 星4 / 5          | 星3 / 5    | 星3 / 5    |

## 関連書籍
- チャイルズクエスト必勝攻略本（双葉社）
- ラサール石井のチャイルズクエスト完全攻略テクニックブック（徳間書店）